# پایگاه آب‌نشین شارلوت آمالی هاربر
پایگاه آب‌نشین شارلوت آمالی هاربر (به انگلیسی: Charlotte Amalie Harbor Seaplane Base) (به زبان بومی: St. Thomas Seaplane Base) یک فرودگاه خصوصی با کد یاتا SPB است که یک باند فرود آب دارد. این فرودگاه در کشور ایالات متحده آمریکا قرار دارد و در ارتفاع ۰ متری از سطح دریا واقع شده‌است.